# Ernest Stoeffler
Fred Ernest Stoeffler (* 27. September 1911 in Abstatt-Happenbach bei Heilbronn; † 24. September 2003 in Lansdale (Pennsylvania)) war ein deutsch-amerikanischer methodistischer Theologe, der vor allem als Pietismusforscher bekannt wurde.

## Leben
Stoeffler wanderte 1926 mit seinen Eltern in die USA aus und studierte dort Evangelische Theologie, unter anderem an der Yale University. Anschließend arbeitete er als Pastor in verschiedenen Gemeinden der Methodist Church, der Vorgängerkirche der United Methodist Church. Nach Abschluss seiner Promotion 1948 lehrte zunächst nebenamtlich, ab 1951 hauptamtlich an der Temple University in Philadelphia. 1978 trat er in den Ruhestand. Stoeffler engagierte sich auch ehrenamtlich, z. B. als Dolmetscher für das Rote Kreuz.

## Werk
Stoeffler veröffentlichte in zwei Bänden (1965 und 1973) die erste englischsprachige Gesamtdarstellung des Pietismus, den er eng an den Puritanismus heranrückte und mit William Perkins beginnen ließ. Berühmt wurde seine These, der „Vater des lutherischen Pietismus“ sei nicht Philipp Jakob Spener, sondern schon Johann Arndt gewesen. Diese Auffassung bildete die Basis für die Anlage der von Martin Brecht herausgegebenen Geschichte des Pietismus. Allerdings wurde die These auch (vor allem von Johannes Wallmann) immer wieder bestritten.

## Schriften (Auswahl)
- Mysticism in the German Devotional Literature of Colonial Pennsylvania. Schlechter, Allentown, Pa. 1949 (auch Dissertation, Temple University, Philadelphia 1948).
- The Rise of Evangelical Pietism. Brill, Leiden 1965 (u.ö.).
- German Pietism During the Eighteenth Century. Brill, Leiden 1973 (u.ö.).
- (als Hrsg.) Continental Pietism and Early American Christianity. Grand Rapids, Mich. 1976.
- Tradition and Renewal in the Ecclesiology of John Wesley. In: Traditio – Krisis – Renovatio aus theologischer Sicht. Festschrift für Winfried Zeller. Marburg 1976, S. 298–316.
- Johann Arndt. In: Martin Greschat (Hrsg.): Gestalten der Kirchengeschichte, Bd. 7, Kohlhammer, Stuttgart 1982, S. 37–49.